# Опіумна війна (1967)
Опіумна війна 1967 (в радянській пресі називалася також Події на річці Меконг) — тристороннє зіткнення між збройними загонами, які контролювали видобуток і переробку опіуму в Золотому трикутнику на кордоні між М'янмою, Таїландом та Лаосом на річці Меконг.

## Причини війни
Територія Золотого Трикутника була фактично непідконтрольна ніякому уряду. На бірманській території в штаті Шан йшла багаторічна громадянська війна з протистоянням численних угруповань. У Лаосі також велася затяжна громадянська війна, обтяжена втручанням США і В'єтнаму (див. Війна у В'єтнамі). Прикордонні території Таїланду контролювали партизанські армії і комуністи.
Втручання ЦРУ в регіон (в першу чергу в Лаос) викликало різке підвищення попиту на опіум і організацію мережі з транспортування опіуму, очищенню на героїнових заводах і відправлення в торговельні мережі Гонконгу і США. В таких обставинах повинні були обов'язково виникнути конфлікти, пов'язані з наркоторгівлею.

## Учасники війни
З боку Лаосу в конфлікті взяв участь генерал Раттікон, що підтримує короля. Він скористався також послугами американської авіації.
З боку держави Шан в конфлікті брала участь армія, очолювана наркобароном Кун Са, який контролював територію в Бірмі і частково в Таїланді.

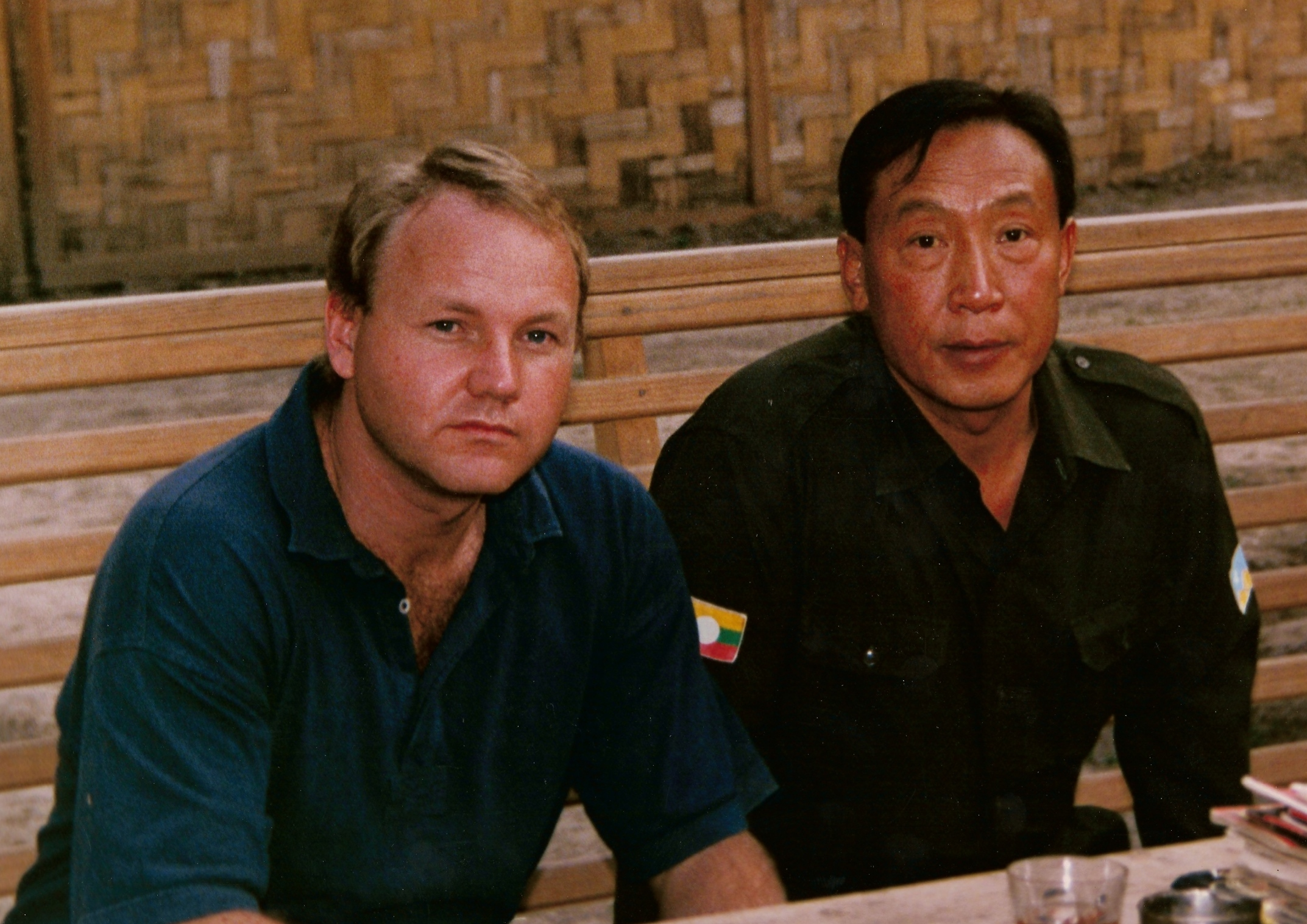
Кхун Са (праворуч) і австралійський журналіст Стівен Райс в джунглях Бірми. Квітень 1988

Третьою стороною конфлікту була армія Гоміньдану, витіснена з Китаю після революції 1949, розташувалася в Бірмі і також пов'язана з вирощуванням і збутом опіуму.

## Хід подій
Конфлікт виник внаслідок того, що Кун Са вирішив змінити домовленості з героїновими заводами. Це було пов'язано також із затяжним конфліктом з Гоміньданом, який оголосив ембарго на опіум Кун Са і його армії і блокував дороги. Кун Са був змушений перенаправляти опіум в Лаос.
Величезний караван з урожаєм довжиною в десятки кілометрів, збирався звідусіль, і прямував у бік героїнового заводу в Лаосі. Лаоський генерал Раттікон зупинив караван і конфіскував значну частину товару, транспортувавши його за допомогою американських літаків в глибину країни. З іншого боку підійшли загони Гоміньдану. Біля Бан Кхвану в Лаосі виникла тристороння битва.
В результаті битви Кун Са зазнав великих втрат, і значною мірою втратив свої позиції в регіоні, а війська Гоміньдану зміцнилися. Надалі Кун Са був заарештований бірманськими військами.